# Jacques II de Harcourt
Jacques II de Harcourt (francés: Jacques d'Harcourt) (-Le Crotoy, 4 de marzo de 1424), fue Barón de Montgomery (1405-1424), señor de Noyelle y de Velli.

## Vida
Fue hijo de Jacques I de Harcourt (1350-1405), barón de Montgomery, y Juana (m. 1425), hija de Gerard de Enghien, señor de Avres. Nieto de Juan V de Harcourt, Condé de Harcourt y de Aumale.
En abril de 1405, tras la muerte de su padre, Jacques I de Harcourt, se convirtió en el nuevo barón de Montgomery. Inicialmente, se desempeñó como capitán en Ponthier del duque de Borgoña Felipe III el Bueno.
En 1421 se pasó al lado del delfín Carlos de Valois (el futuro rey de Francia Carlos el Victorioso). Celebró para el delfín varias fortalezas en Ponthier, entre ellas Saint- Ric con la Ferté y Dryugi, Ehren, Eaucourt, Pont-Remy, Gamache y Rambure. Vino al rescate de Saint-Ric, asediado por los borgoñeses. El 30 de agosto de 1421 fue interceptado en el camino y derrotado por el ejército de Felipe III el Bueno en la batalla de Mont-en-Vim.
En 1423, Jacques II de Harcourt continuó resistiendo a las fuerzas anglo-borgoñonas en Normandía. A pesar de las incursiones exitosas en Rue y Domar en marzo de 1423, se vio obligado a entregar Saint-Valery y huir a Bretaña. Luego defendió a Le Crotois de los británicos. El 4 de marzo de 1423, luego de la toma de la ciudad, fue capturado y ejecutado.

### Matrimonios e hijos
Estuvo casado dos veces. Su primera esposa fue Leonora Jumey, Señora de Cresque.
En un segundo matrimonio en 1417 se casó con Margarita, hija de Guillermo IV de Melun (m. 1415), vizconde de Melin. Y tuvieron descendencia:
- Guillaume de Harcourt (+1484), conde de Tancarville.
- María de Harcourt (1420-1464), esposa en 1439 de Juan de Dunois (1402-1468), bastardo de Orléans.